# سلوان مومیکا
سلوان صباح متی مومیکا (به انگلیسی: Salwan Momika؛ ۲۳ ژوئن ۱۹۸۶ – ۲۹ ژانویهٔ ۲۰۲۵) پناهندهٔ عراقی و منتقد اسلام بود که به دلیل قرآن‌سوزی ۲۰۲۳ در سوئد شناخته شد. در آوریل ۲۰۲۴، شایعهٔ مرگ مومیکا در شبکهٔ اجتماعی X (توییتر سابق) پخش شد. این خبر در ۴ آوریل از سوی پلیس نروژ تکذیب شد. مومیکا در ۲۹ ژانویه ۲۰۲۵ در آپارتمان خود در شهر سودرتلیه به ضرب گلوله کشته شد.

## زندگی
سلوان مومیکا در ۲۳ ژوئن ۱۹۸۶ در یک خانوادهٔ کاتولیک سریانی در شمال عراق به دنیا آمد؛ اما خود را خداناباور می‌دانست. مومیکا پس از فعالیت سیاسی خود در عراق، جایی که بخشی از نیروهای حشد شعبی بود که علیه داعش می‌جنگیدند، به عنوان پناهنده به سوئد رفت. او در ویدئوهایی با لباس شبه‌نظامی ظاهر شده و با کتائب امام‌علی، شاخهٔ مسلح نهضت اسلامی عراق که زیر نظر نیروهای حشد شعبی فعالیت می‌کرد، بیعت کرده است. سپس خود را به عنوان افسر گروه شبه‌نظامی کتائب روح‌الله عیسی بن مریم معرفی کرد.
مومیکا در سال ۲۰۱۸ در سوئد درخواست روادید داد و در آوریل ۲۰۲۱ به عنوان پناهنده از عراق پذیرفته شد و اجازهٔ اقامت سه ساله به او اعطا شد. او از سال ۲۰۱۷ که روادید شنگن گرفته بود در سوئد ظاهر شده بود و در تصاویر خارج از ریکسداگ به همراه رابرت هالف، نمایندهٔ حزب دموکرات مسیحی در مجلس دیده می‌شد. او همچنین با جولیا کرونلید، نماینده دموکرات‌های سوئد دیداری داشت. مومیکا بعداً اعلام کرد که می‌خواهد به عنوان کاندیدای حزب در انتخابات شرکت کند.
پس از اعطای مجوز اقامت در سوئد، او مردی را که با او در محل اقامت مشترک بود با چاقو تهدید کرد که در نتیجهٔ آن، سال بعد به دلیل تهدیدهای غیرقانونی به مشروطیت و خدمات اجتماعی محکوم شد.

## قرآن‌سوزی
در سال ۲۰۲۳، مومیکا مجموعه‌ای از تظاهرات را برای نقد اسلام ترتیب داد. در این تظاهرات، او با سوزاندن قرآن زیر نظر حفاظت پلیس سوئد، آن را هتک حرمت کرد. قرآن‌سوزی با حمله به مومیکا از سوی جامعه همراه بود.
در سال ۲۰۲۳، آژانس مهاجرت سوئد تصمیم گرفت که مومیکا از کشور اخراج و به عراق برگردانده شود. اما به دلیل تهدیداتی که علیه وی در عراق وجود داشت، مومیکا اخراج نشد و به همین دلیل، اجازهٔ اقامت موقت جدید او تا آوریل ۲۰۲۴ تمدید شد. در اواخر مارس ۲۰۲۴، گزارش شد که مومیکا سوئد را به مقصد کشور نروژ ترک کرده است. مدت کوتاهی پس از خروج وی از سوئد، در شبکه‌های اجتماعی گزارش شد که جسد او در ساختمانی در نروژ پیدا شده است؛ اما پلیس نروژ این شایعات را رد کرد.

## قتل
طبق گزارش رسانه‌های سوئدی، سلوان مومیکا در ۲۹ ژانویهٔ ۲۰۲۵ در آپارتمان خود در شهر سودرتلیه به ضرب گلوله کشته شد.